# Râul Cornetu, Talna
Râul Cornetu este un afluent de dreapta al râului Talna din județul Satu Mare, România. 